# Красовський Олексій Андрійович
Олексі́й Андрі́йович Красо́вський — український живописець, графік, колекціонер старожитностей і творів мистецтва.
Народився в 1884 році в селі Куличка Лебединського повіту (нині Сумська область). Помер в Угорщині (?).

## Життєпис
Олексій Красовський належав до заможного поміщицького роду Лебединського повіту.
В 1905—1910 роках навчався у Московському училищі живопису, скульптури та архітектури (1910; викл. К. Коровін, В. Сєров). Під час навчання товаришував з Робертом Фальком, який неодноразово навідував Красовського у його маєтку в селі Куличка. У будинку бували й інші імениті художники. За життя Олексій Красовський був популярний, часто влаштовував виставки.
Продовжив навчання у Великій Британії.

## Творчість
Красовський як художник сформувався між двома революціями, і всі відомі його твори виконані в цей період.
Характерною рисою художнього життя цього періоду було створення нових мистецьких об'єднань і товариств. У квітні 1912 року було затверджено статут нового об'єднання художників у Москві під назвою «Свободное искусство». Виставки, організовані новим об'єднанням отримали назву «Современная живопись».
В 1912 році відкрилась перша з них. У ній брав участь і О. Красовський. На суд глядачів художник експонував тринадцять творів. Знайомство із Р. Фальком та захоплення західним мистецтвом знайшли відображення у творах художника. Відтворював різні години доби, схід і захід сонця, пори року.

## Твори
«Куличанський етюд» — 1910-ті роки.
«Зима», «Уночі», «Ранок», «День», «Вечір», «Море. Контрабандисти», «Світлячки та дзвіночки»; усі — поч. 20 ст.;
«Старий став», «Пейзаж із вершником», «Міський пейзаж» — 1911 рік.
Серед експонатів виставки були імена відомих художників.
В 1914 році у Москві брав участь у виставці «Художники — товаришам — воїнам», де експонувалась його робота «Осінь».
Зібрав велику колекцію килимів, ікон, одягу, меблів, стародруків.
В 1917 році садиба художника в селі Кулички була розгромлена, в 1918 році створено комуну, яку очолив Х.Фролов. Все майно Красовських, включаючи й мистецькі твори, які попали до Лебединського історико-краєзнавчого музею націоналізовано. На першій виставці української старовини, яка відбулась влітку 1918 року в Лебедині, з колекції Красовського було представлено 132 предмети народного побуту.
В 1919 році сім'я Красовських, зокрема й сам художник переїхала до Харкова, а потім емігрували.
Під час революційних подій зник не тільки сам художник, а й майже всі його роботи. Дивом вціліла лиш одна живописна робота та 23 пастелі, які зберігаються в Лебединському міському художньому музеї ім. Б. К. Руднєва.
Дослідження життя і творчості художника з Лебединщини тривають. За деякими відомостями, художник Олексій Андрійович Красовський помер в Угорщині.